# Robeltrein

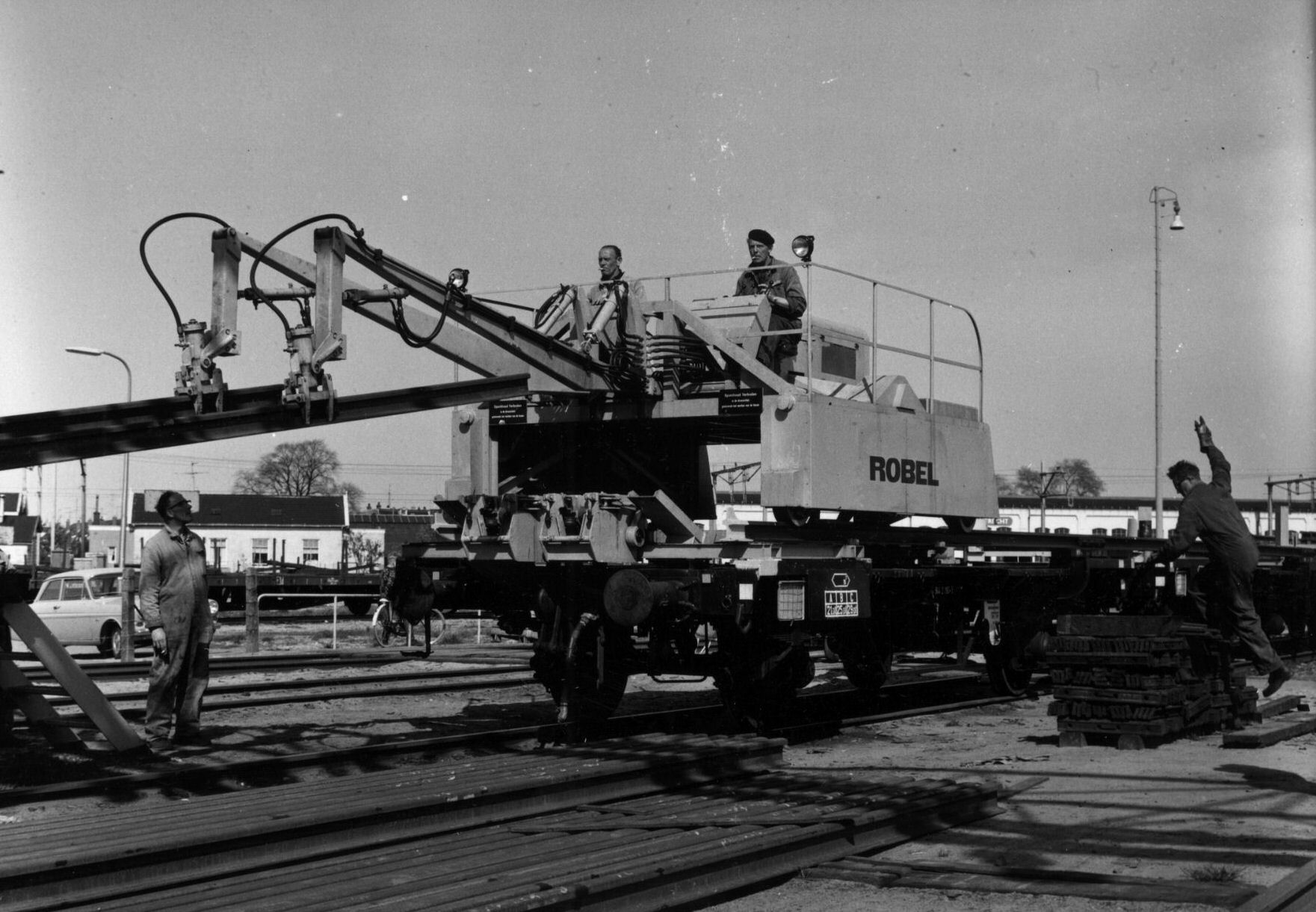
Het beladen van een Robeltrein met spoorstaven op het terrein van de spoorstaaflasinrichting (SLI) van de N.S. te Utrecht in 1967

Een Robeltrein, spoorstaaftrein of spoorstaaftransporttrein is een werktrein voor het vervoer van langgelaste spoorstaven ofwel rails. De Robeltrein is ontworpen om rails snel en vrij van schade te laden, te vervoeren en te lossen. De trein heeft een eigen laad- en lossysteem voor gebruik langs de spoorbaan. Het ontwerp is er op gericht dat de rails niet zullen kantelen of te ver doorbuigen. Wanneer een beladen Robeltrein door een boog rijdt, of over een afbuigend wissel, buigen de geladen rails met de trein mee. De geladen rails komt zo niet buiten het omgrenzingsprofiel van de trein. Spoorrails zijn voldoende flexibel om deze bewegingen te kunnen maken.

## Maximale lading
Hoe langer een Robeltrein is, hoe langer de geladen rails kunnen zijn, tot een maximum van 500 meter. De rails moeten minimaal 24 meter lang zijn om met een Robeltrein vervoerd te kunnen worden. Afhankelijk van de uitvoering van de Robeltrein en de afmetingen van de rails kan hij maximaal vijftig rails vervoeren. In Nederland is er één exemplaar in gebruik, 'Robeltrein 5'. Deze vervoert rails van maximaal 360 meter lengte in maximaal drie lagen van maximaal acht rails naast elkaar. In België zijn er twee in gebruik. Deze vervoeren rails van maximaal 300 meter in drie lagen van tien rails. Als de rails kort genoeg zijn kunnen twee lengtes achter elkaar geladen worden en kan het dubbele aantal rails vervoerd worden. Wereldwijd zijn er meerdere spoorstaaftreinen voor het vervoer van spoorstaven langer dan 300 meter, onder andere in Brazilië en Australië.

## Samenstelling
Een Robeltrein bestaat uit platte goederenwagons. Op deze wagons zijn onderdelen gemonteerd voor het laden, lossen en zekeren van rails. Deze onderdelen zijn ontworpen en vervaardigd door de Duitse firma Robel Bahnbaumaschinen GmbH. De platte goederenwagons kunnen door andere firma's geleverd worden. De trein in Nederland is eigendom van Voestalpine RailPro en bestaat uit een in-/uitloopwagon, een spreidwagon, een klemmenwagon, 3 draagwagons, een compensatiewagon, 9 draagwagons, een compensatiewagon, 3 draagwagons, een klemmenwagon, een spreidwagon en een in-/uitloopwagon. De in-/uitloopwagons en de spreidwagons tellen twee assen, de andere wagons tellen er vier. Aan een zijde hebben de spreidwagon en een in-/uitloopwagon een vaste koppeling en vormen zo een gecombineerde wagon die niet gesplitst wordt. De Robeltrein kan eventueel ingekort worden door het 'uitrangeren' van bijvoorbeeld 7 draagwagons en een compensatiewagon. Hij kan dan spoorstaven van maximaal 180 meter vervoeren.

## Gebruik
De rails worden in de lengterichting gezekerd, altijd aan één zijde, door ze vast te klemmen in de klemmen van een van de klemmenwagons. Als de rails kort genoeg zijn om het dubbele aantal te laden dan worden beide klemmenwagons gebruikt. Op de klemmenwagens zijn veiligheidssluizen aangebracht die het doorschieten van de spoorstaven in de lengterichting van de trein moeten voorkomen. Op de draagwagons zijn bokken of gemonteerd die meerdere lagen spoorrails kunnen dragen. De rails liggen op geleiderollen die de spoorstaven zijdelings borgen, en die beweging in de lengterichting mogelijk maken. Dat laatste is van belang bij het laden en lossen, maar beweging in de lengterichting is ook noodzakelijk als de Robeltrein door een boog rijdt. De in-/uitloopwagons aan weerszijden van de trein zijn ingericht voor het laden en lossen van rails, en daartoe voorzien van uitloopgoten en geleiderollen voor het lossen en laden van de spoorrails.

## Kraan
Over de hele lengte van de trein zijn aan beide zijden van de trein vaste rails gemonteerd waarover een speciale kraan kan rijden, de spoorstaafmanipulator. Bij het lossen geleidt deze kraan de spoorstaven van de bokken via de geleiderollen naar de uitloopgoten van de laatste wagons. Bij het laden pikt deze kraan het begin van de spoorrails op en geleidt de rails naar de juiste plaats op de bokken. Als het laden of lossen op gang is gekomen, lost de kraan evenveel spoorlengte als waarover de trein rijdt, zodat de spoorstaven niet meegesleept worden en terechtkomen op de plaats waar ze nodig zijn. Het lossen kan met snelheden tot tien kilometer per uur, terwijl het laden van vrijgekomen rails langs het spoor met maximaal twee tot vijf kilometer per uur gaat.

## Verwijzingen
1. ↑  Treinbreuk goederentrein (pdf) pag. 23. Inspectie Leefomgeving en Transport (augustus 2017). Gearchiveerd op 26 april 2018. Geraadpleegd op 25 april 2018.
2. ↑  Treinbreuk goederentrein (pdf) pag. 22. Inspectie Leefomgeving en Transport (augustus 2017). Gearchiveerd op 26 april 2018. Geraadpleegd op 25 april 2018.
3. ↑  Gebruikershandleiding Robeltrein 5 (pdf) pag. 4. Voestalpine RailPro (1 november 2013). Geraadpleegd op 25 april 2018.